# Skärså
Skärså is een plaats in de gemeente Söderhamn in het landschap Hälsingland en de provincie Gävleborgs län in Zweden. De plaats heeft 81 inwoners (2005) en een oppervlakte van 14 hectare.